# Abraxas continuata
Abraxas continuata là một loài bướm đêm trong họ Geometridae.